# Dudão de Lauremburgo e Nassau

Brasão de armas dos condes Lauremburgo e Nassau (século XII)

Dudão ou Tutão de Lauremburgo e Nassau (em alemão: Dudo von Laurenburg-Nassau; em latim: Tuto de Lurinburg; c. 1060 - c. 1123) foi Conde de Lauremburgo em 1093 e é considerado o fundador da Casa de Nassau. A Casa de Nassau tornar-se-ia uma importante família aristocrata na Alemanha, a partir do qual são descendentes os atuais governantes dos Países Baixos e do Luxemburgo.

## Biografia
Dudão era filho de Roberto, o Vogt do Arcebispo de Mogúncia em Siegerland. Presume-se que os seus ancestrais tinham possuído Lipporn, sendo descendentes dos Lordes do Lipporn, que foram mencionados em 881, num documento da Abadia de Prüm como proprietários de partes de Lipporn-Lauremburgo. Cerca de 950, a Câmara dos Lordes de Lipporn obteve Esterau (próxuimo da atual Holzappel) de Herman I, Duque da Suábia. Em 991, um Drutuíno de Lipporn é mencionado como Conde no Königssondergau leste de Viesbade.
Provavelmente com seu pai, Dudão construiu o castelo de Lauremburgo na ponta de Esterau. Isto foi provavelmente antes de 1093, porque um "conde Dudão de Lurenburch" é mencionado na carta do fundador da Abadia Maria Laach, em quinto lugar da lista de testemunhas. Alguns historiadores, porém, alegaram que este documento foi forjado. Ele é mencionado mais tarde num documento de 1117 como Vogt em Siegerland, tendo sucedido o seu pai. Ele foi um defensor dos imperadores salianos, opondo os arcebispos de Mogúncia, Colónia e Tréveris e os condes de Katzenelnbogen.

## Castelo de Nassau

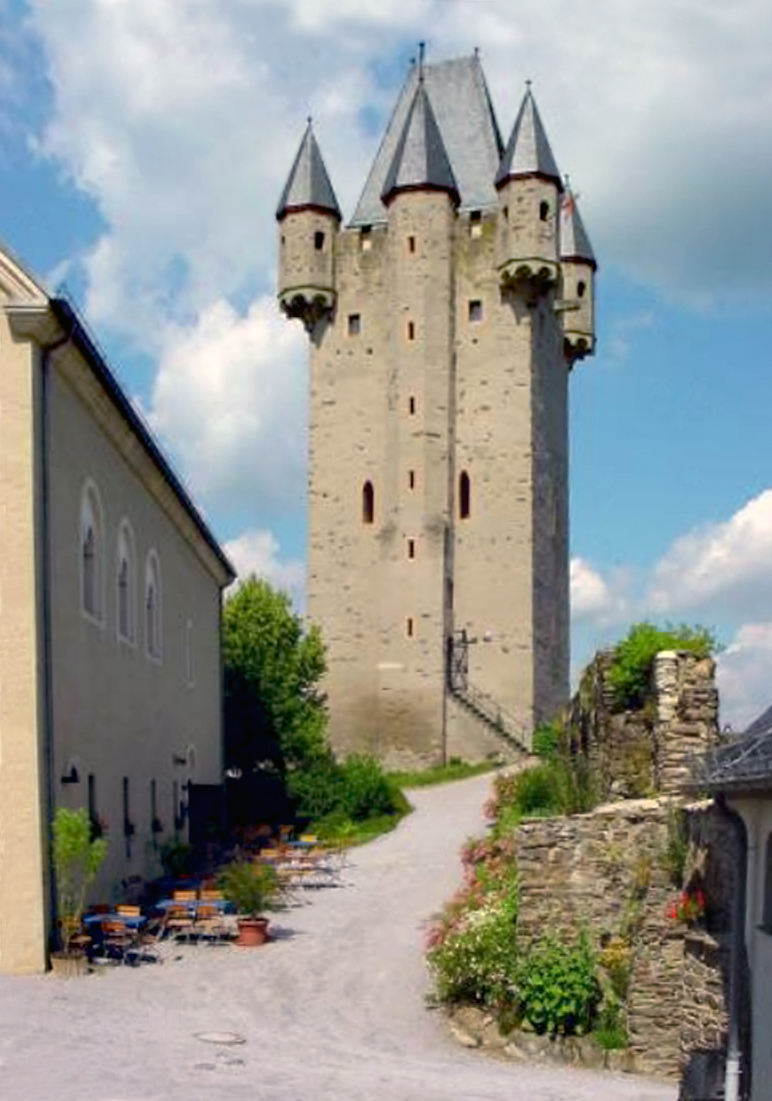
Dudão

Cerca de 1100, Dudão começou a construir o Castelo de Nassau, o que acabaria por se tornar a casa-castelo da Casa de Nassau. Isto resultou num longo litígio com o Bispado de Worms, que era proprietário do terreno. Em 1117, doou terras para a Abadia Dudo Schaffhausen para a construção de um mosteiro no Lipporn. Este mosteiro, construído a mando do filho de Dudão, Roberto I, em 1126, foi a Abadia Benedictina Schönau. De 1141 até à sua morte em 1164, o mosteiro seria a casa da Santa Isabel de Schönau.
Em 1122, Dudão recebeu o castelo de Idstein no Taunus como um feudo sob o Arcebispado de Mogúncia. Isso fazia parte da herança do conde Udalrico de Idstein-Eppstein. Ele também recebeu o Vogtship da ricamente dotada Abadia Benedictina de Bleidenstadt (atualmente Taunusstein).

## Descendentes
Dudão casou-se com Anastácia de Arnstein an der Lahn (perto da atual Obernhof), filha do conde Luís II de Arnstein (Anastácia, possivelmente como herdeira de Luís II, tinha pretensões na Vogtship de Koblenz). Três crianças nasceram dessa união: 
- Roberto (Ruprecht) I, Conde de Nassau (1123-1154)
- Arnaldo I, Conde de Lauremburgo (1123-1148)
- Demudis, que casou com Emico, Conde de Diez.